# Ambel (Saragossa)
Ambel ist ein nordspanischer Ort und eine Gemeinde (municipio) mit 254 Einwohnern (Stand: 2024) im äußersten Westen der Provinz Saragossa in der Autonomen Gemeinschaft Aragonien. Die Gemeinde gehört zur bevölkerungsarmen Serranía Celtibérica.

## Lage und Klima
Der Ort Ambel liegt ungefähr 15 km (Luftlinie) östlich der maximal ca. 2315 m hohen Sierra de Moncayo und gut 73 km (Fahrtstrecke) nordwestlich der Provinzhauptstadt Saragossa nahe der Grenze zur altkastilischen Provinz Soria in einer Höhe von ca. 575 m. Die historisch bedeutsamen Städte Tarazona und Borja sind ca. 20 km in nordwestlicher Richtung bzw. ca. 10 km in nordöstlicher Richtung entfernt. Das Klima ist gemäßigt bis warm; Regen (ca. 460 mm/Jahr) fällt mit Ausnahme der eher trockenen Sommermonate übers Jahr verteilt.

## Bevölkerungsentwicklung
| Jahr      | 1857 | 1900 | 1950 | 2000 | 2017 |
| Einwohner | 799  | 924  | 936  | 357  | 254  |

Die Mechanisierung der Landwirtschaft, die Aufgabe bäuerlicher Kleinbetriebe und der damit verbundene Verlust von Arbeitsplätzen führten in der zweiten Hälfte des 20. Jahrhunderts zu einem deutlichen Rückgang der Bevölkerungszahl (Landflucht).

## Wirtschaft
Jahrhundertelang lebten die Bewohner des Ortes direkt (als Kleinbauern oder Knechte) oder indirekt (als Händler oder Handwerker) von der Landwirtschaft, wozu auch die Viehzucht (Schafe, Ziegen, Hühner) gehörte. Man bearbeitete die Ländereien der Grundherren sowie die eigenen Felder und Gärten. Heute werden hauptsächlich im Sommer viele Häuser als Ferienwohnungen (casas rurales) vermietet.

## Geschichte
Aus keltiberischer, römischer und westgotischer Zeit wurden bislang keine Funde gemacht.
Im 8. Jahrhundert drangen arabisch-maurische Heere bis in den Norden der Iberischen Halbinsel vor. Die Gegend wurde nach der Rückeroberung (reconquista) der Stadt Saragossa im Jahr 1118 durch den aragonesischen König Alfons I. wieder christlich. Um die Mitte des 12. Jahrhunderts wurde der Ort dem Templerorden anvertraut (encomienda); nach dessen erzwungener Auflösung in den Jahren 1307–1312 kam der Ort in den Besitz des Johanniterordens. In dessen Zeit fällt im Wesentlichen der Bau des heute noch sichtbaren Kirchenpalasts.

## Sehenswürdigkeiten

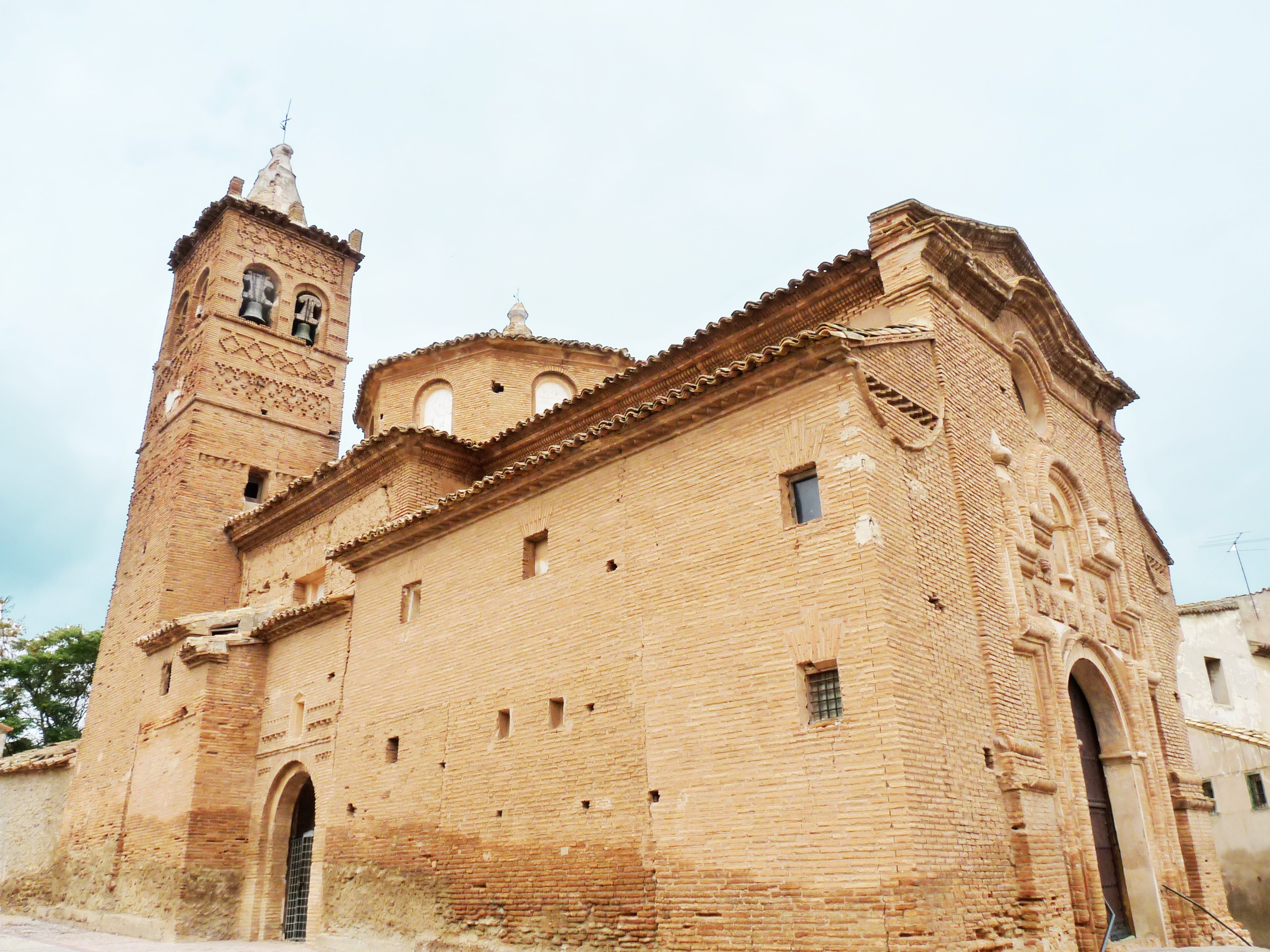
Ermita de la Virgen del Rosario

- Bereits in maurischer Zeit gab es eine Burg, von der jedoch nichts mehr erhalten ist; Templer und Johanniter schufen an ihrer Stelle den heutigen Ordenspalast. Dessen Kirche verfügte ehemals über eine repräsentative Südseite mit einer Balkon- und Loggienreihe, die jedoch heute größtenteils vermauert ist. Das Kirchenschiff wurde im 17. Jahrhundert modernisiert.[5]
- Der um die Mitte des 16. Jahrhunderts aus Ziegelsteinen erbaute Glockenturm (campanar) der Ermita de la Virgen del Rosario zeigt abstrakt-geometrische Ornamentformen des Mudéjar-Stils. Der Rest der Kirche mitsamt der originellen Fassadengestaltung entstammt der Zeit um 1700.[6][7]
- Mehrere Bildstöcke (peirónes) bereichern das Ortsbild und das Umland.